# 東門里福德祠
24°07′41″N 120°41′46″E / 24.127918°N 120.696181°E
東門里福德祠，或稱東門福德祠，是位於臺灣臺中市東區東門里的土地祠，為日治時期遷來的客家人所建，並有一棵因八七水災而供奉的榕樹。

## 歷史沿革
臺中市東區東門里的天乙宮周邊多有客家群眾居住。臺灣日治時期，陳姓等客家農民從苗栗銅鑼一帶移居到今東門里，以極為低廉的價格買下了近旱溪河床、洪水侵襲的農地，逐漸開拓成水田，並建立伯公廟。他們在圳溝旁以一顆石頭當庄尾伯公膜拜。東門里老人則回憶該石頭旁邊有一棵榕樹。
1959年，八七水災造成臺中縣市交界地區大淹水，鄰近幾戶民眾因爬上此祠的榕樹而獲救，後為感激將大樹封為「樹王公」，與土地公一併供奉。八七水災後，亦有客家人遷來此里。1978年，關西鎮客家人池坤城捐獻土地、庄內信徒集資興建廟宇，原石頭土地公則埋在神案底下，也在伯公神像右邊祭祀客家的龍神。像是臺北市的長慶廟亦有外地移來的客家人所捐助，並將石頭公換成神像。
2004年4月初，土地公神像初遭里民破壞，地方民眾認為神靈被嚇走遂重塑神像，同月20日凌晨在，三百多斤的新神像完成安座。同年，東門里福德祠捐款新台幣170萬元，補助當地居民在天乙街購買一棟透天厝，作為東門里里民活動中心，以代替遠處的大智國小大智堂。因當時廟尚未登記為寺廟而無法購買房屋，才決議以里長莊錦聰的名義購屋，等成立管理委員會後再把產權登回，後來成為2010年東門里里長選舉的話題。

## 祭祀活動
當地客家人以農曆八月初十為伯公生、福德正神登龕紀念日。當日會請苗栗的客家誦經團前來，以客語進行祭祀，信徒每年都要回到苗栗故鄉割香。台中市長林佳龍及客委會主委劉宏基曾聯名對此廟敬獻120斤超大紅龜粄，並由劉宏基代表前往參拜。
在西屯區何明里有同名為「東門福德祠」的土地廟，其神據耆老說原在臺灣省城大東門（今東區建成路大東紡織廠一帶）所祭拜。兩廟因同名與東區歷史淵源而有交流。

## 相關圖集
- 門楣貼有客家常見的五福符[1][3][4]。
- 門牌為天乙街36號。